# Nyuu-gun
Nyuu (jap. 丹生郡 Nyuu-gun, in der lateinischen Transkription oft zu Nyū-gun kontrahiert; historische Lesung Niu-gun/Niu no kōri) ist ein Landkreis der japanischen Präfektur Fukui, in der altertümlichen Ritsuryō-Landesgliederung ein Kreis der Provinz Echizen.
Er hat eine Fläche von 152,93 km², eine Einwohnerdichte von 157 Personen pro km² und insgesamt etwa 23.995 Einwohner. (Stand: 2005)

## Gemeinde
- Echizen